# Megan Bozek
Megan Bozek (née le 27 mars 1991 à Arlington Heights dans l'État de l'Illinois) est une joueuse américaine de hockey sur glace évoluant dans la ligue élite féminine en tant que défenseure. Elle a remporté une médaille d'argent aux Jeux olympiques de Sotchi en 2014. Elle a également représenté les États-Unis dans six championnats du monde, remportant quatre médailles d'or et deux médailles d'argent.
Elle a joué auparavant pour les Beauts de Buffalo avec qui elle a remporté la Coupe Isobel en 2017, puis avec le Thunder de Markham avec qui elle remporte la Coupe Clarkson en 2018. En 2020, elle remporte avec son équipe le championnat Russe féminin.

## Statistiques

### En club
| Saison      | Équipe                       | Ligue       |     | Saison régulière | Saison régulière | Saison régulière | Saison régulière | Saison régulière |   | Séries éliminatoires | Séries éliminatoires | Séries éliminatoires | Séries éliminatoires | Séries éliminatoires |
| Saison      | Équipe                       | Ligue       | PJ  | B                | A                | Pts              | Pun              | PJ               | B | A                    | Pts                  | Pun                  |                      |                      |
| 2009-2010   | Bulldogs de Minnesota-Duluth | NCAA        | 40  | 6                | 18               | 24               | 40               |                  |   |                      |                      |                      |                      |                      |
| 2010-2011   | Bulldogs de Minnesota-Duluth | NCAA        | 37  | 6                | 17               | 23               | 52               |                  |   |                      |                      |                      |                      |                      |
| 2011-2012   | Bulldogs de Minnesota-Duluth | NCAA        | 39  | 15               | 27               | 42               | 34               |                  |   |                      |                      |                      |                      |                      |
| 2012-2013   | Bulldogs de Minnesota-Duluth | NCAA        | 41  | 20               | 37               | 57               | 36               |                  |   |                      |                      |                      |                      |                      |
| 2014-2015   | Furies de Toronto            | LCHF        | 22  | 3                | 7                | 10               | 10               | 2                | 1 | 0                    | 1                    | 2                    |                      |                      |
| 2015-2016   | Beauts de Buffalo            | LNHF        | 16  | 3                | 10               | 13               | 13               | 5                | 3 | 3                    | 6                    | 6                    |                      |                      |
| 2016-2017   | Beauts de Buffalo            | LNHF        | 16  | 5                | 5                | 10               | 8                | 2                | 2 | 2                    | 4                    | 0                    |                      |                      |
| 2017-2018   | Thunder de Markham           | LCHF        | 10  | 4                | 5                | 9                | 10               | 3                | 0 | 0                    | 0                    | 0                    |                      |                      |
| 2018-2019   | Thunder de Markham           | LCHF        | 26  | 1                | 7                | 8                | 12               | 3                | 0 | 0                    | 0                    | 0                    |                      |                      |
| 2019-2020   | Shenzhen KRS Vanke Rays      | ZhHL        | 14  | 5                | 9                | 14               | 2                | 5                | 4 | 2                    | 6                    | 2                    |                      |                      |
| 2020-2021   | Shenzhen KRS Vanke Rays      | ZhHL        | 28  | 13               | 21               | 34               | 20               | 2                | 0 | 3                    | 3                    | 2                    |                      |                      |
| Totaux NCAA | Totaux NCAA                  | Totaux NCAA | 157 | 47               | 99               | 146              | 162              |                  |   |                      |                      |                      |                      |                      |
| Totaux LCHF | Totaux LCHF                  | Totaux LCHF | 58  | 8                | 19               | 27               | 32               | 8                | 1 | 0                    | 1                    | 2                    |                      |                      |
| Totaux LNHF | Totaux LNHF                  | Totaux LNHF | 32  | 8                | 15               | 23               | 21               | 7                | 5 | 5                    | 10                   | 6                    |                      |                      |

### En équipe nationale
| Année | Équipe             | Compétition                  |   | PJ | B | A | Pts | Pun               |  | Résultat |
| 2009  | États-Unis - 18ans | Championnat du monde - 18ans | 5 | 1  | 5 | 6 | 0   | Médaille d'or     |  |          |
| 2012  | États-Unis         | Championnat du monde         | 5 | 2  | 3 | 5 | 0   | Médaille d'argent |  |          |
| 2013  | États-Unis         | Championnat du monde         | 5 | 1  | 2 | 3 | 2   | Médaille d'or     |  |          |
| 2014  | États-Unis         | Jeux olympiques              | 5 | 1  | 4 | 5 | 0   | Médaille d'argent |  |          |
| 2016  | États-Unis         | Championnat du monde         | 4 | 1  | 3 | 4 | 0   | Médaille d'or     |  |          |
| 2017  | États-Unis         | Championnat du monde         | 5 | 0  | 1 | 1 | 0   | Médaille d'or     |  |          |
| 2019  | États-Unis         | Championnat du monde         | 7 | 2  | 2 | 4 | 2   | Médaille d'or     |  |          |
| 2021  | États-Unis         | Championnat du monde         | 7 | 0  | 2 | 2 | 4   | Médaille d'argent |  |          |